# Daniel Giménez-Cacho
Daniel Giménez-Cacho García (Madrid, 15 de maig de 1961) és un actor hispano-mexicà. Ha estat guardonat cinc vegades amb el Premi Ariel.

## Carrera
Ha participat en nombroses pel·lícules i sèries de televisió mexicanes, com Sólo Con Tu Pareja, Cronos, El callejón de los milagros, Arráncame la vida i La mala educación. És conegut per haver treballat amb els directors Guillermo del Toro, Alfonso Cuarón, Jorge Fons i Pedro Almodóvar. Va aparèixer a La hora marcada, la sèrie escrita i dirigida per Alfonso Cuarón i Guillermo del Toro, i a la telenovel·la mexicana Teresa. Va posar la veu al narrador de Y tu mamá también. El 2009 va participar en el remake mexicà de la sèrie argentina Locas de Amor. Cacho va interpretar a un sacerdot armeni a The Promise, una pel·lícula sobre el genocidi armeni.

## Filmografia
- Con el amor no se juega (El espejo de dos lunas) (1991)
- Camino largo a Tijuana (1991)
- Sólo con tu pareja (1991)
- Cabeza de Vaca (1991)
- Cronos (1993)
- El callejón de los milagros (1995)
- Nadie hablará de nosotras cuando hayamos muerto (1995)
- En el aire (1995)
- Profundo carmesí (dir. Arturo Ripstein, 1996)
- Celos (1999)
- El coronel no tiene quien le escriba (1999)
- Sin vergüenza (2001)
- Asesino en serio (2002)
- Aro Tolbukhin. En la mente del asesino (2002)
- No somos nadie (2002)
- Nicotina (2003)
- La mala educación (2004)
- Perder es cuestión de método (2004)
- Voces inocentes (2004)
- Las vidas de Celia (2006)
- La zona (2007)
- El corazón delator (2006)
- Arráncame la vida (2008)
- Voy a explotar (2008)
- Locas de amor (2009)
- La venganza del valle de las muñecas (2009)
- Tres piezas de amor en un fin de semana (2009)
- La lección de pintura (2009)
- El infierno (2010)
- Somos lo que hay (2010)
- El atentado (2010)
- Get the Gringo (2012)
- Colosio: El asesinato (2012)
- Blancaneu (Blancanieves) (2012)
- El Santos contra La Tetona Mendoza (2012)
- El Jeremías (2015)
- Ramona y los escarabajos (2014)
- Un monstruo de mil cabezas (2015)
- Zama (2016)
- La promesa (2016)
- La Cordillera (2017)
- Los adioses (2018)

### Televisió
- Sèrie de televisió La hora marcada (1986).
- Telenovel·la Teresa (1989).
- Telenovel·la Demasiado corazón (1998).
- Sèrie Locas de amor (2009).
- Sèrie Cuéntame cómo pasó (2009 temporada 11 RTVE).
- Sèrie Gritos de muerte y libertad (2010).
- Sèrie En materia de pescado (2013)
- Telenovel·la Criósfera (2013)
- Sèrie Crónica de castas (2014)
- Sèrie Club de Cuervos (2015)
- Sèrie Un extraño enemigo (2018)

## Obres de teatre
- El buen canario (de Zach Helm; dir. John Malkovich; Mèxic, 2008)
- Hamlet
- Largo viaje hacia la noche (dir. Ludwik Margules).
- Juegos siniestros (dir. Enrique Singer)

## Premis i nominacions
Premi Ariel
| Any  | Categoria                    | Pel·lícula                               | Resultat  |
| ---- | ---------------------------- | ---------------------------------------- | --------- |
| 2012 | Millor coactuació masculina  | Colosio: El asesinato                    | Guanyador |
| 2003 | Millor coactuació masculina  | Nicotina                                 | Guanyador |
| 2002 | Millor actor protagonista    | Aro Tolbukhin, dins la ment de l'assassí | Guanyador |
| 1996 | Millor actor protagonista    | Profundo carmesí                         | Guanyador |
| 1994 | Millor coactuación masculina | El callejón de los milagros              | Nominat   |
| 1992 | Millor actor de quadre       | Cronos                                   | Guanyador |

Premis Goya
| Any  | Categoria                                    | Pel·lícula | Resultat |
| ---- | -------------------------------------------- | ---------- | -------- |
| 2012 | Millor interpretación masculina protagonista | Blancaneu  | Nominat  |

Premis Platino de Cinema Iberoamericà
| Any  | Categoria                                   | Pel·lícula | Resultat |
| ---- | ------------------------------------------- | ---------- | -------- |
| 2018 | Millor interpretació masculina protagonista | Zama       | Nominat  |

Medalles del Cercle d'Escriptors Cinematogràfics
| Any  | Categoria    | Pel·lícula | Resultat |
| ---- | ------------ | ---------- | -------- |
| 2012 | Millor actor | Blancaneu  | Nominat  |

Premis de la Unión de Actores
| Any  | Categoria                           | Pel·lícula | Resultat |
| ---- | ----------------------------------- | ---------- | -------- |
| 2012 | Millor actor protagonista de cinema | Blancaneu  | Nominat  |

Premis ACE (Nova York)
| Any  | Categoria                   | Pel·lícula        | Resultat  |
| ---- | --------------------------- | ----------------- | --------- |
| 2012 | Millor actor de repartiment | Blancaneu         | Guanyador |
| 2004 | Millor actor de repartiment | La mala educación | Nominat   |

Premis Bravo
| Any  | Categoria              | Pel·lícula        | Resultat  |
| ---- | ---------------------- | ----------------- | --------- |
| 2009 | Millor actor de cinema | Arráncame la vida | Guanyador |

Premis Canacine
| Any  | Categoria             | Pel·lícula            | Resultat  |
| ---- | --------------------- | --------------------- | --------- |
| 2012 | Actor mexicà de l'any | Colosio: El asesinato | Guanyador |
| 2010 | Actor mexicà de l'any | El atentado           | Nominat   |
| 2008 | Actor mexicà de l'any | Arráncame la vida     | Guanyador |

Premis CineyMás
| Any  | Categoria                   | Pel·lícula        | Resultat |
| ---- | --------------------------- | ----------------- | -------- |
| 2012 | Millor actor protagonista   | Blancaneu         | Nominat  |
| 2004 | Millor actor de repartiment | La mala educación | Nominat  |

Premis de la Asociación de Cronistas y Periodistas Teatrales (ACPT)
| Any  | Categoria               | Obra de Teatre               | Resultat  |
| ---- | ----------------------- | ---------------------------- | --------- |
| 2004 | Millor actor en monòleg | Sexo, Drogas y Rock and Roll | Guanyador |

Festival de Màlaga
| Any  | Categoria                        | Pel·lícula            | Resultat  |
| ---- | -------------------------------- | --------------------- | --------- |
| 2013 | Biznaga de Plata al Millor Actor | Colosio: El asesinato | Guanyador |

Premis Ondas 2001: millor actor.